# Kymco People S
Il Kymco People S è uno scooter prodotto dalla Kymco a partire dal 2005. In alcuni mercati asiatici viene venduto come Kymco Tersely S.
È disponibile nelle seguenti versioni: 50 cm³ sia a 2 che a 4 tempi, e 125, 200, e 300 cm³ con motore solo a 4 tempi, inoltre le versioni 200i e 300i sono munite di iniezione elettronica definita appunto dalla lettera "i". Nel 2021 tutti i motori in gamma sono omologati Euro 5. Lo stesso anno viene presentato il nuovo 200i ABS che prende il posto del 150i ABS. Il motore è di 163 cm³ con potenza massima di 10,8 kW (14,7 CV). In passato erano disponibili anche le versioni da 250 cm³.
Per le cilindrate sino alla 200 l'impianto di raffreddamento è ad aria forzata, per quelli di cilindrata maggiore è a liquido.
I colori disponibili sono: Nero, argento, antracite e azzurro. Nel primo trimestre del 2010 è stata aggiunta la colorazione bianca per i modelli targati.